# Sorberacea
Sorberacea é uma classe de animais marinhos pertencente ao subfilo Urochordata. Contém uma única ordem, a Aspiraculata, que por sua vez, contém uma única família, a Hexacrobylidae. Quatro gêneros são tradicionalmente descritos: Oligotrema, Sorbera, Gasterascidia e Hexadactylus.
Monniot et al. (1975) descreveram esta classe de tunicados para abrigar espécies especializadas e de morfologia diferenciada que não podiam ser incluídas em nenhum dos outros três táxons comumente aceitos. Entretanto, Lambert e outros estudiosos, não aceitam o táxon Sorberacea, pois não acreditam que estes animais sejam suficientemente diferentes para serem colocados em uma classe específica e propõem que tais organismos sejam enquadrados como ascídias (classe Ascidiacea), aparentadas a família Molgulidae.

## Classificação
Classe Sorberacea C. Monniot, F. Monniot e Gaill, 1975
- Ordem Aspiraculata Seeliger 1909
  - Família Hexacrobylidae Seeliger, 1906
    - Gênero Gasterascidia C. Monniot e F. Monniot, 1968
      - Gasterascidia lyra C. Monniot e F. Monniot, 1984
      - Gasterascidia sandersi C. Monniot e F. Monniot, 1968

    - Gênero Hexadactylus Sluiter, 1905
      - Hexadactylus arcticus (Hartmeyer, 1923)
      - Hexadactylus eunuchus (C. Monniot e F. Monniot, 1976)
      - Hexadactylus ledanoisi (C. Monniot e F. Monniot, 1990)
      - Hexacrobylus gulosus C. Monniot e F. Monniot, 1984

    - Gênero Oligotrema Bourne, 1903
      - Oligotrema psammites Bourne, 1903

    - Gênero Sorbera C. Monniot e F. Monniot, 1974
      - Sorbera unigonas C. Monniot e F. Monniot, 1974
      - Sorbero digonas C. Monniot e F. Monniot, 1984